# The Substitute 3
Série The Substitute
The Substitute 2
(1998) The Substitute 4
(2001)
Pour plus de détails, voir Fiche technique et Distribution.
The Substitute 3 ou Le suppléant 3: Que le meilleur gagne (The Substitute 3: Winner Takes All) est un téléfilm américain réalisé par Robert Radler et diffusé en 1999.

## Synopsis
Le lieutenant Karl Thomasson reprend du service. Lors d'une opération au Kosovo, il est capturé avec son camarade Macy. Torturés et enfermés dans une cage par deux mercenaires kosovars, Macy se retrouve paraplégique à la suite de plusieurs coups de crosse dans le dos avec une Kalachnikov. Il demande à Karl de l'achever car il ne supporterait pas de vivre paraplégique. Dans un premier temps Karl refuse, mais son camarade le supplie et lui demande de prendre sa première médaille militaire pour la remettre à sa fille Nicole, qui vit à Long Island. Karl finit par accepter. Il parvient à s'en sortir en tuant les deux mercenaires, aidé par une jeune fille albanaise que ces derniers ont gardé pour abuser sexuellement d'elle.
Karl arrive à Long Island et retrouve Rahmel, un de ses camarades mercenaires, qui lui trouve les informations sur Nicole, la fille de Macy. Elle est professeure de lettres à l'université Eastern Atlantic. Karl la contacte et lui donne rendez-vous dans une pizzeria. Lors du rendez-vous, Karl s'aperçoit qu'elle est menacée par trois de ses élèves. Il prend immédiatement sa défense et les assomme sans sommation.
Karl a remarqué que ces élèves étaient sous l'emprise de stupéfiants. Il décide alors de poser des questions à Nicole, afin de connaître les raisons de cette agression. Elle lui explique qu'elle a refusé de falsifier leurs bulletins scolaires, en leur mettant de bonnes notes. Ces élèves étant membres de l'équipe de football de la fac, des mauvaises notes compromettraient leur saison sportive. Karl décide de lui remettre la médaille de son père mais cette dernière refuse. Son père ayant été trop souvent absent, elle n'en veut pas.
Le lendemain, Karl et Rahmel apprennent que Nicole a été agressée en rentrant chez elle. Ils décident d'intervenir : Karl se faire passer pour un professeur afin d'en savoir plus sur l'agression de Nicole. Il va découvrir une filière de dopage au sein de l'équipe de football, avec la complicité du coach Bill Bradden. Le trafic d'anabolisants est dirigé par Tony Loruzo, fils du chef de la pègre. Pour surveiller ces activités, Karl fait appel à Andy, une camarade mercenaire, afin d'infiltrer le réseau en jouant la carte de la séduction avec Tony. Grâce à ses méthodes musclés, « The Substitute » va démanteler le réseau entier.

## Fiche technique
- Réalisation : Robert Radler
- interdit aux moins de 12 ans[Où ?]
- Genre : action

## Distribution
- Treat Williams : Karl Thomasson
- Claudia Christian : Andy
- Rebecca Staab : Pr Nicole Stewart
- David Jenson : Macy
- Scott Wilkinson : Coach Bill Braden
- Barbara Jane Reams : la jeune fille albanaise
- Brian Simpsons : le soldat no 1
- Jeff Jenson : le soldat no 2
- Erin Chambers : Terri
- James Black : Rahmel
- Ed Cameron : Bo Robison
- Christian Jenson : Thad
- Danny Hansen : Jeremy Phillips
- Michael Shane Davis : Josh Silver
- Ed Cameron : Bo Robinson
- Christian Jensen : Thad
- Maxx Payne : Muscle
- Robert Harvey : Restaurateur
- Joey Miyashima : ER Doctor
- Frank Gerrish : Ed Lincoln
- Spencer Ashby : Prof. Wayne McMurdo
- David H Stevens : Tony Loruso